# Bar Sport Duemila
Bar Sport Duemila è un libro di Stefano Benni, seguito del celebre Bar Sport dello stesso autore.
Bar Sport, pubblicato nel 1976, è considerato un classico della narrativa umoristica italiana. Dopo vent'anni, Benni ha ripreso il discorso là dove si era interrotto, raccontando il modo in cui i bar italiani si sono evoluti, e facendo questo descrive l'evoluzione del costume e della società italiana. Paradossalmente, la conclusione è che le cose sono cambiate solo in superficie, ma in realtà sono sempre le stesse, e anche i nuovi bar, con i loro banconi fantascientifici, sono sempre popolati dagli stessi avventori.
Il libro mantiene la particolare comicità di Benni, che presenta situazioni reali stereotipate, deformate ed estremizzate. I primi capitoli descrivono il bar del 2000, cominciando con i nuovi banconi fantascientifici. Anche La Luisona, la decana delle paste, viene ricordata. Seguono storie e vicende dei vari tipi di bar e del variegato popolo che li visita.

## Edizioni
- Stefano Benni, Bar Sport Duemila, collana I Narratori, Feltrinelli, 1997,  p. 165, ISBN 88-07-01529-3.
- Stefano Benni, Bar Sport Duemila, collana Universale Economica Feltrinelli, Feltrinelli, 2008, pp. 168. ISBN 978-88-07-81532-4